# Congopyge malanganum
Congopyge malanganum är en mångfotingart. Congopyge malanganum ingår i släktet Congopyge och familjen Odontopygidae. Inga underarter finns listade i Catalogue of Life.